# I Was Looking at the Ceiling and Then I Saw the Sky
I Was Looking at the Ceiling and Then I Saw the Sky (título original en inglés; en español, Estaba mirando al techo y luego vi el cielo) es una ópera-comedia musical en un acto con música de John Adams y libreto de June Jordan. Se estrenó en mayo de 1995 en Berkeley (California) con puesta en escena de Peter Sellars.

## Argumento
El argumento de I Was Looking at the Ceiling and Then I Saw the Sky se basa en los relatos sobre el terremoto californiano de 1994, y describe las reacciones de siete jóvenes estadounidenses de orígenes sociales y raciales distintos durante el acontecimiento. El título procede de una de las reacciones de los personajes.

## Discografía
- Grabación del estreno de la obra bajo la dirección de John Adams para Nonesuch Records 79473-2.
- Orquesta Filarmónica de Montpellier dirigida por René Bosc para Actes Sud OMA34102.